# Boxed (album)
Boxed je první výběrové album britského multiinstrumentalisty Mika Oldfielda. Toto čtyřalbum (CD verze obsahuje pouze 3 disky) bylo vydáno v roce 1976 (viz 1976 v hudbě) a obsahuje celá první tři Oldfieldova alba (upravená) a dále několik nových skladeb.

## Popis
První tři disky s alby Tubular Bells, Hergest Ridge a Ommadawn obsahují kvadrofonní zvuk (CD verze již klasické stereo). Čtvrtá deska obsahuje většinou instrumentální skladby, na kterých se Oldfield podílel jako hráč.
Na albu Boxed se poprvé vyskytuje upravená verze Hergest Ridge, která byla později vydána i na všech edicích CD. Důvodem bylo, že tato verze se Oldfieldovi líbila více, než původní vydaná na LP roku 1974.
Zatímco původní vydání Boxed na LP deskách obsahovalo čtyři disky, pozdější edice na CD již má pouze disky tři. CD verze obsahuje stejné skladby jako LP, čtvrtý disk (nazývaný Collaborations) byl ale rozptýlen na volná místa ostatních disků.
Disk Collaborations byl 2. prosince 2016 poprvé vydán samostatně, a to pouze jako LP.

## Seznam skladeb

### LP verze

#### Disk 1
1. „Tubular Bells Part One (remixed)“ (Oldfield) – 25:55
2. „Tubular Bells Part One (remixed)“ (Oldfield) – 25:47
„The Sailor's Hornpipe“ (lidová, úprava Oldfield) – závěr druhé části Tubular Bells

#### Disk 2
1. „Hergest Ridge Part One (remixed)“ (Oldfield) – 21:33
2. „Hergest Ridge Part Two (remixed)“ (Oldfield) – 18:40

#### Disk 3
1. „Ommadawn Part One (remixed)“ (Oldfield) – 20:06
2. „Ommadawn Part Two (remixed)“ (Oldfield) – 17:17
„On Horseback“ (Oldfield/Oldfield, Murray) – závěr druhé části Ommadawn

#### Disk 4
1. „The Phaeacian Games“ (Bedford) – 3:58
2. „An Extract from Star's End“ (Bedford) – 7:33
3. „The Rio Grande“ (tradicionál, úprava Bedford) – 6:37
4. „First Excursion“ (Oldfield, Bedford) – 5:56
5. „Argiers“ (tradicionál, úprava Oldfield) – 3:58
6. „Portsmouth“ (tradicionál, úprava Oldfield) – 2:02
7. „In Dulci Jubilo“ (Pearsall, úprava Oldfield) – 2:49
8. „Speak (Tho You Only Say Farewell)“ (Ray Morello/Horatio Nichols) – 2:54

### CD verze

#### Disk 1
1. „Tubular Bells Part One (remixed)“ (Oldfield) – 25:55
2. „Tubular Bells Part One (remixed)“ (Oldfield) – 25:47
„The Sailor's Hornpipe“ (lidová, úprava Oldfield) – závěr druhé části Tubular Bells
3. „The Rio Grande“ (tradicionál, úprava Bedford) – 6:37
4. „Portsmouth“ (tradicionál, úprava Oldfield) – 2:02
5. „In Dulci Jubilo“ (Pearsall, úprava Oldfield) – 2:49

#### Disk 2
1. „Hergest Ridge Part One (remixed)“ (Oldfield) – 21:33
2. „Hergest Ridge Part Two (remixed)“ (Oldfield) – 18:40
3. „An Extract from Star's End“ (Bedford) – 7:33
4. „Argiers“ (tradicionál, úprava Oldfield) – 3:58
5. „Speak (Tho You Only Say Farewell)“ (Ray Morello/Horatio Nichols) – 2:54

#### Disk 3
1. „Ommadawn Part One (remixed)“ (Oldfield) – 20:06
2. „Ommadawn Part Two (remixed)“ (Oldfield) – 17:17
„On Horseback“ (Oldfield/Oldfield, Murray) – závěr druhé části Ommadawn
3. „The Phaeacian Games“ (Bedford) – 3:58
4. „First Excursion“ (Oldfield, Bedford) – 5:56